# Jelena Lijepa
Jelena Lijepa (mađ. Ilona) (?, o.1050. – ?, o.1091.), ugarska princeza, hrvatska kraljica, žena kralja Dmitra Zvonimira (1075. – 1089.), kći ugarskoga kralja Bele I. (1060. – 1063.)  i sestra ugarskih kraljeva Gejze I. (1074. – 1077.) Ladislava I. (1077. – 1095.) iz dinastije Arpadovića. Zbog svoje je iznimne ljepote prozvana Jelenom Lijepom.

## Životopis
Jelena je bila kći kralja Bele I. i njegove žene Rikse Poljske. Godine 1063. udala se za slavonskog bana Dmitra Zvonimira, koji je nešto kasnije postao suvladar i nasljednik hrvatsko-dalmatinskog kralja Petra Krešimira IV. (1058. – 1074.). Poslije smrti hrvatskog kralja, Zvonimir je okrunjen za novoga kralja 8. listopada 1075. zajedno sa svojom suprugom Jelenom Lijepom. Zahvaljujući rodbinskim vezama s Arpadovićima, preko žene Jelene, kralj Dmitar Zvonimir uspio se obračunati s istarsko-kranjskim markgrofom Ulrikom I., inače suprugom Jelenine sestre Sofije Ugarske.
Jelena je rodila dvoje djece, sina i prijestolonasljednika Radovana i kćer Klaudiju. Međutim, kraljević Radovan umro je prije oca, zbog čega je Hrvatsko kraljevstvo, nakon Zvonimirove smrti 1089. godine, ostalo bez nasljednika na prijestolju. Kraljica Jelena se, nakon suprugove smrti uključila u prijestolonasljedne borbe i svoja kraljevska prava prenijela na brata Ladislava I., koji je imenovao nećaka Almoša novim hrvatskim kraljem (1091. – 1095.). Istodobno je dio hrvatskog plemstva izabralo za kralja posljednjeg muškog člana dinastije Trpimirovića, Stjepan II. (1089. – 1090./1091.), nećaka Petra Krešimira IV., kojega je Zvonimir svojevremeno natjerao da se odrekne herceške časti i prava na krunu dao zatvoriti u samostan sv. Stjepana pod borovima kraj Splita. Nakon Stjepanove skore smrti 1091. godine, Hrvatsko Kraljevstvo ostalo je bez vladara i bez vladajuće dinastije te je, nakon 90 godina unutrašnje stabilnosti i napretka, ponovno bačeno u prijestolne borbe.
Kako Jelena kao žena nije mogla vladati, njen je brat Ladislav, preko rodbinske veze, položio pravo na hrvatsko prijestolje, što je na kraju dovelo do ugarsko-hrvatske personalne unije pod Ladislavovim nećakom Kolomanom koji se u Biogradu 1102. godine okrunio za kralja Dalmacije i Hrvatske, čime je uz zaslugu kraljice Jelene nastupilo razdoblje devet stoljeća zajedničke hrvatsko-mađarske povijesti.